# مروة عبد الرازق
مروة عبد الرازق (مواليد 2 أغسطس 1989) هي لاعبة كرة طائرة مصرية. لعبت لمنتخب مصر لكرة الطائرة للسيدات، وكانت ضمن الفريق المشارك في بطولة العالم لكرة الطائرة للسيدات 2006 في اليابان. لعبت مع النادي الأهلي.

## الأندية
- الأهلي (2006)